# 阮祿
阮祿（1912年4月8日－1960年4月4日），越武道創始人。出生於越南北部山西省石室縣有憑社（今屬河內市石室縣有憑社）。是五個孩子中的長子。他的父母阮廷釧和阮氏和，經常遷居，最後定居在河內附近。

## 年輕時期
阮氏夫婦阮廷釧和阮氏和是在各地做生意的商人居無定所。在（1912年4月8日生下了阮祿定居洪邦。後來又生下了其他弟妹阮氏泰、阮寅、阮海和阮氏碧河。阮祿體弱多病父母自小就讓他學習傳統越南武術並且希望藉此使來強健體魄。武術逐漸使阮祿產生熱情。

## 越南武術技巧研發
阮祿向許多師傅學習各種不同的傳統武術，可是在實踐的過程當中，這些武術內容並沒辦法讓他感到足以成為終身實踐的道路。他開始研究更多的越南武術，與中國武術。經過漫長的時間與很多武術訓練。研究分析了各門派的技巧，特別是以傳統武術和越南人性格的特點去創造一個新的體制。一個越武道學生修為必須是溫柔、謙虛的，但是當需要在民族主義和公理正義之下，只能爭得光榮死亡並且以不侮辱或損害國家榮譽維根。有了這樣的理念精神後，他使用了摔法和越南傳統武術為核心的技巧。探究所有的武術精髓都在世界上建立一個武道命稱，於是他將此稱為越南武術越武道（Vovinam Việt Võ Đạo）。

## 越南武術的發展與推行
這項研究完成後，於1938年阮祿首次向公眾介紹了自己風格的“越南武術越武道”。並開始教學自己所研發的這項武藝成果與師資培育計畫。與越南武術的朋友一同練習，但由於當時的越南並沒有任何武術組織或高手，於是他開始周遊列國，學習世界上各種武術。
1939年秋季，舉辦的武術展示格外成功。1940年春季河內師範學院邀請阮祿正式對外公開這項武術，並且在許多弟子的協力推廣下遍及越南邊界，在各地開了許多越南武術教學班。
因這項技術在當時非常先進，除了科學化訓練的建立，更有效強化了習武人的精神心靈層面並引導學員成為道德楷模。但法國執政當局擔心越武道對其統治管理的影響，便禁止阮祿先生的教學。這項命令禁止了越武道教學，卻反使所有學員對於越武道的信念更加堅定，堅持越武道的傳承。越武道便偽裝成秘密且長期的地下活動組織，這樣的練習一直持續到1945年的八月革命日本的殖民統治結束。
1945年越南帝國創立，阮祿接受了陳仲金政權的合作，並且不反對期學員參與政治活動。越武道學員會在國定假日從事愛國組織活動，如：雄王紀念日、飢荒救濟方案、機場管理區設置等等。
1948年阮祿回到河內繼續授課，並且協助越南官方的武術教練。
1951年阮祿創立了越南武術聯盟，並且透過協會更有系統化的教學。
1954年7月協助了越南國培育越南軍事警察、越南陸軍……及其他國家軍事警察機構的訓練並且展示。

## 全球化
在1939年在河內的示範後，越南武術-越武道這項武術迅速蔓延全國。在國際上通過越南在法國的海外僑民，越武道也從法國逐漸傳遍全歐陸、北非國家。
阮祿於1960年4月4日在柴棍去世，享年48歲。留下妻子和九個孩子。臨終前授權黎桑繼續越武道的推展。黎創於同年4月30日上任，將越武道傳播至全世界。
1964年起的國際越武道聯盟會議上，建立訂定了更詳細的制度規範越南全境與世界各地的武越南推廣。了直到2010年9月27日黎桑逝世時，越武道這項武術全世界已經有超過千萬的學習人口。